# Nazionale femminile di pallavolo dell'Unione Sovietica
La nazionale femminile di pallavolo dell'Unione Sovietica è stata una squadra europea, attiva fino al 1991, composta dalle migliori giocatrici di pallavolo dell'Unione Sovietica ed è stata posta sotto l'egida della Federazione pallavolistica dell'Unione Sovietica.

## Risultati

### Competizioni FIVB
| 1964 | 2º posto        | Convocazioni |
| 1968 | 1º posto        | Convocazioni |
| 1972 | 1º posto        | Convocazioni |
| 1976 | 2º posto        | Convocazioni |
| 1980 | 1º posto        | Convocazioni |
| 1984 | non qualificata | -            |
| 1988 | 1º posto        | Convocazioni |

| 1952 | 1º posto        | Convocazioni |
| 1956 | 1º posto        | Convocazioni |
| 1960 | 1º posto        | Convocazioni |
| 1962 | 2º posto        | Convocazioni |
| 1967 | non qualificata | -            |
| 1970 | 1º posto        | Convocazioni |
| 1974 | 2º posto        | Convocazioni |
| 1978 | 3º posto        | Convocazioni |
| 1982 | 6º posto        | Convocazioni |
| 1986 | 6º posto        | Convocazioni |
| 1990 | 1º posto        | Convocazioni |

| 1973 | 1º posto | Convocazioni |
| 1977 | 8º posto | Convocazioni |
| 1981 | 3º posto | Convocazioni |
| 1985 | 3º posto | Convocazioni |
| 1989 | 2º posto | Convocazioni |
| 1991 | 3º posto | Convocazioni |

### Competizioni CEV
| 1949 | 1º posto | Convocazioni |
| 1950 | 1º posto | Convocazioni |
| 1951 | 1º posto | Convocazioni |
| 1955 | 2º posto | Convocazioni |
| 1958 | 1º posto | Convocazioni |
| 1963 | 1º posto | Convocazioni |
| 1967 | 1º posto | Convocazioni |
| 1971 | 1º posto | Convocazioni |
| 1975 | 1º posto | Convocazioni |
| 1977 | 1º posto | Convocazioni |
| 1979 | 1º posto | Convocazioni |
| 1981 | 2º posto | Convocazioni |
| 1983 | 2º posto | Convocazioni |
| 1985 | 1º posto | Convocazioni |
| 1987 | 2º posto | Convocazioni |
| 1989 | 1º posto | Convocazioni |
| 1991 | 1º posto | Convocazioni |

### Competizioni estinte
| 1988 | 2º posto | Convocazioni |
| 1990 | 1º posto | Convocazioni |

| 1986 | 1º posto | Convocazioni |
| 1990 | 1º posto | Convocazioni |